# Ruth Lorenzo
Ruth Lorenzo Pascual, nota semplicemente come Ruth Lorenzo (Las Torres de Cotillas, 10 novembre 1982), è una cantante spagnola.

## Biografia
Nata a Las Torres de Cotillas, dopo aver trascorso alcuni anni della sua adolescenza negli Stati Uniti con la famiglia, ritorna all'età di 16 anni in patria e si appassiona alla musica, compresa l'opera lirica e i musical. Nel 2008 partecipa ai casting per la quinta edizione del talent-show The X Factor nel Regno Unito, dove ha avuto come mentore Dannii Minogue. Giunge quinta nel programma. Nel periodo successivo tiene numerosi concerti in Gran Bretagna e Irlanda. Nel 2009 la sua carriera musicale decolla anche in Spagna: scrive infatti una canzone per l'adattamento iberico della serie Valientes. Scrive anche diverse canzoni per Dannii Minogue. Nel 2011 pubblica il suo primo singolo ufficiale dal titolo Burn, inserito in un EP. Per alcuni problemi di finanziamento non riesce a pubblicare subito l'album discografico di debutto e decide di diffondere alcuni brani in maniera gratuita sul web o a pagamento su iTunes. Nel 2013 sigla un contratto discografico con la Roster Music. Nel 2014 partecipa con il brano Dancing in the Rain all'Eurovision Song Contest 2014, dove arriva 10º rappresentando la Spagna. Nell'autunno del 2014 pubblica l'album Planeta Azul, che ha un buon successo in patria (8 album più venduto per 3 settimane). Dall'album Planeta Azul Ruth rilascia 3 singoli: Dancing in the Rain, Gigantes e Renuncio.
Il 12 settembre 2024 è stata annunciata come una dei tre presentatori del Junior Eurovision Song Contest 2024 di Madrid insieme alla cantate Melani García e all'attore Marc Clotet.

## Discografia
Album
- 2014 - Planeta Azul

EP
- 2011 - Burn EP
- 2013 - Love Is Dead

Singoli
- 2011 - Burn
- 2013 - The Night
- 2014 - Dancing in the Rain